# J'aime les filles (film)
Pour les articles homonymes, voir J'aime les filles.
Pour plus de détails, voir Fiche technique et Distribution.
J'aime les filles est un court métrage d'animation québécois réalisé par Diane Obomsawin, sorti en 2016,. Adapté de sa bande dessinée homonyme, le film remporte notamment le Grand prix Nelvana du meilleur court métrage indépendant, lors de la 40ème édition du Festival international du film d'animation d'Ottawa, puis est sélectionné en compétition officielle des courts métrages du Festival international du film d'animation d'Annecy, en 2017, et au Festival de Sundance, en 2018,.

## Synopsis
Quatre femmes, Charlotte, Mathilde, Marie et Diane, racontent la découverte de leur homosexualité à travers leurs premières histoires d'amour, allant de l'émoi amoureux à sens unique au coup de foudre partagé.

## Analyse
D'origine abénakise, Diane Obomsawin choisit d'aborder le thème de la révélation du désir homosexuel sans le dramatiser, choisissant plutôt une approche en douceur,. Le choix de l'anthropomorphisme, de même que la technique utilisée, la rotoscopie, crée une forme de distance et rend alors possible une légèreté de ton,. Dans son numéro 191, la revue québécoise 24 images écrit : « Il s’agit d’un des rares films d’animation à illustrer [la question de l'homosexualité] de manière si personnelle ».

## Fiche technique
- Titre original : J'aime les filles
- Titre anglais ou international : I Like Girls
- Réalisation et scénario : Diane Obomsawin, d'après sa bande dessinée homonyme[9],[4]
- Conception sonore et musique originale : Judith Gruber-Stitzer
- Animation et infographie : Janet Perlman
- Montage image : Augustin Rioux
- Montage voix : Pierre Yves Drapeau, Catherine Van Der Donckt, Tristan Capacchione
- Bruitage : Monique Vézina
- Enregistrement sonore : Geoffrey Mitchell, Padraig Buttner-Schnirer
- Mixage : Jean Paul Vialard
- Directeur de production : Marc Bertrand
- Productrice déléguée : Julie Roy[10]
- Société de production : Office national du film du Canada[11]
- Pays d'origine :  Canada ( Québec)
- Langue originale : français
- Format : couleur
- Genre : Animation — Animation par ordinateur, rotoscopie[8]
- Durée : 8 minutes
- Date de sortie : 
  - Canada : 21 septembre 2016 au cinéma (Festival international du film d'animation d'Ottawa)[12],[5]

## Distribution

### Interprétation corporelle (capture de mouvement)
- Marie-Ève Carrière : Charlotte
- Marie-Gabrielle Ménard : Mathilde
- Marie-Hélène Montpetit : Marie
- Diane Obomsawin : Diane

### Voix originales françaises
- Rosalie Daoust : Charlotte
- Alice Tougas-St-Jak : Mathilde
- Catherine Perron : Marie
- Marion Outerbridge : Diane

## Distinctions

### Récompenses
- 2016 : Festival international du film d'animation d'Ottawa, Grand prix Nelvana du meilleur court métrage indépendant[13],[3]
- 2016 : Les Sommets du cinéma d'animation, Prix Guy-L. Côté du meilleur film d'animation canadien[14],[15],[16]
- 2017 : Les Rendez-Vous Québec Cinéma, Prix Iris du court métrage d'animation (ex æquo avec Vaysha, l'aveugle de Théodore Ushev)[17]
- 2017 : Festival de cinéma indépendant de Barcelone (ca), Prix du public du meilleur court métrage[18],[19]
- 2017 : Festival Cinémental, de Winnipeg, Prix du jury, volet professionnel[20]
- 2017 : Festival international du film pour enfants de Montréal, Prix du jury Enfants[19]
- 2017 : Festival du court métrage de New York, Prix du meilleur film LGBT[21],[22]
- 2018 : Festival de Cine y Artes Escénicas gaylesbotrans de Bilbao (eu), OFF-NEW NARRATIVES award for the BEST SHORT FILM[19]

### Nomination et sélections
- 2017 : Festival international du film d'animation d'Annecy, sélection officielle[1]
- 2017 : Prix Écrans canadiens, Meilleur court métrage d'animation (en)[23]
- 2018 : Festival du film de Sundance, sélection officielle[24]